# フレキシティ・クラシック (ルールバーン)
| 左写真：NF1（2014年撮影）右写真：NF2（2023年撮影）  |  | 左写真：NF1（2014年撮影）右写真：NF2（2023年撮影） |
| 左写真：NF1（2014年撮影） 右写真：NF2（2023年撮影） |  |                                                    |

この項目では、ドイツ・ワゴンバウ（Deutsche Waggonbau AG、DWA）が開発し、同社を吸収したボンバルディア・トランスポーテーションおよび合併先のアルストムによって生産が行われている路面電車車両ブランドであるフレキシティ・クラシック（現：シタディス・クラシック）のうち、ドイツのエッセン（エッセン市電）およびミュールハイム・アン・デア・ルール（以下、「ミュールハイム」と記載。）（ミュールハイム市電）で使用されている車両について解説する。1990年代以降、路線の近代化やバリアフリー化を目的に継続した導入が実施されており、2024年現在はルールバーンによって運用が行われている。

## NF1
1980年代以降世界各地の路面電車で進められ始めた、バリアフリーに適した超低床電車導入の流れを受け、1990年代にエッセン市電を運営していたエッセン交通（Essener Verkehrs-AG、EVAG）によってボンバルディア・トランスポーテーションに発注が実施された形式。N8D-NFと呼ばれる事もある。
全長28 m級の両運転台式3車体連接車で、車体はステンレス鋼を用いて作られている。車内は前後車体の運転台側にある動力台車を除いた全体の70 %が床上高さを300 mmに抑えた構造になっており、乗降扉も低床部分に設置されている。空調装置については、運転室にのみ冷暖房双方に対応したものが搭載されている。主電動機はアドトランツが製造した水冷式三相誘導電動機で、各動力台車に2基設置されている。
最初の車両は1999年に納入され、以降2001年までに34両が導入された。また、営業運転に先立ち、プラットホームの高さの調節のため一部の地下駅の線路位置の引き上げが実施されている。

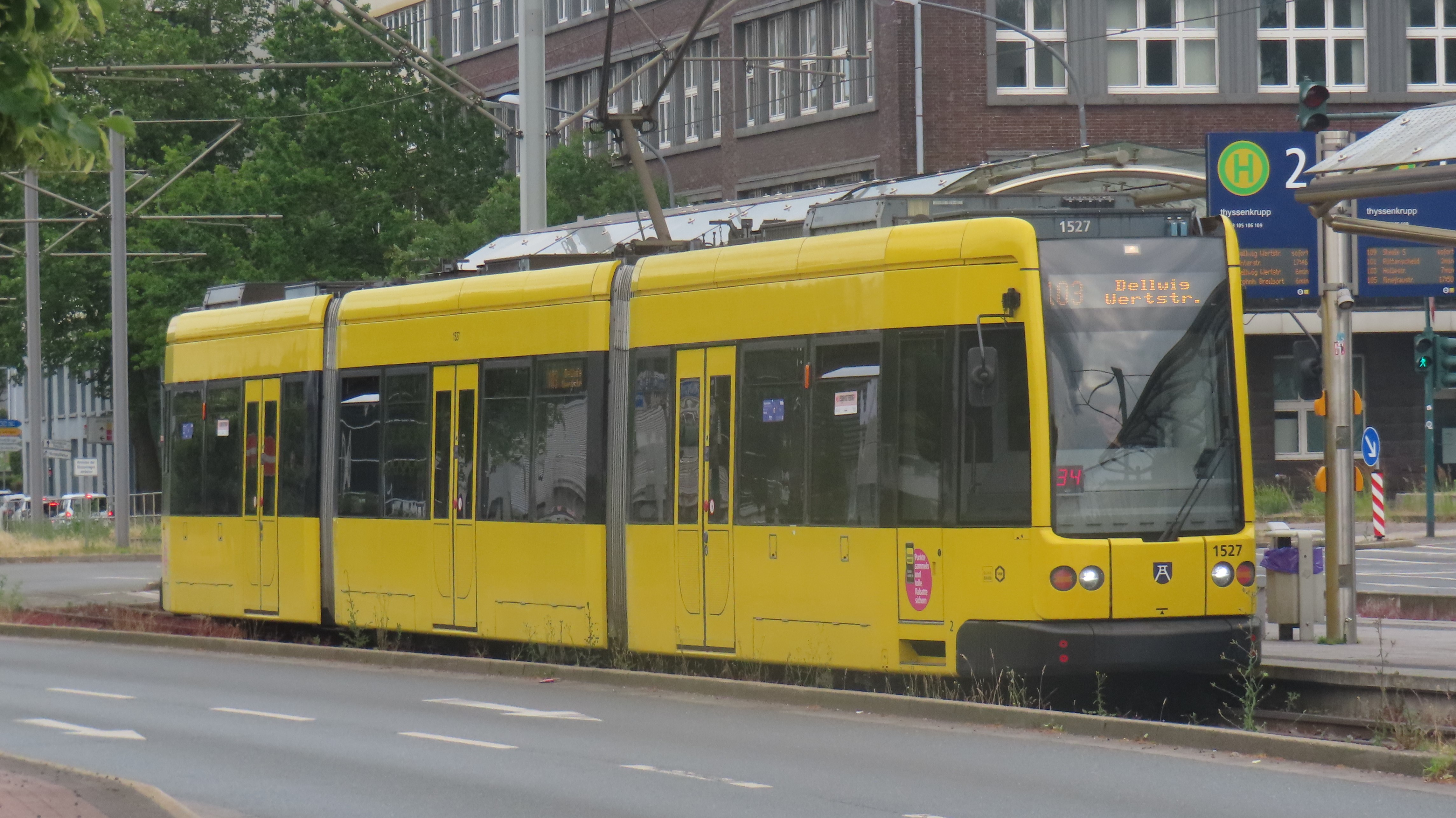
地上区間を走行するNF1（2023年撮影）
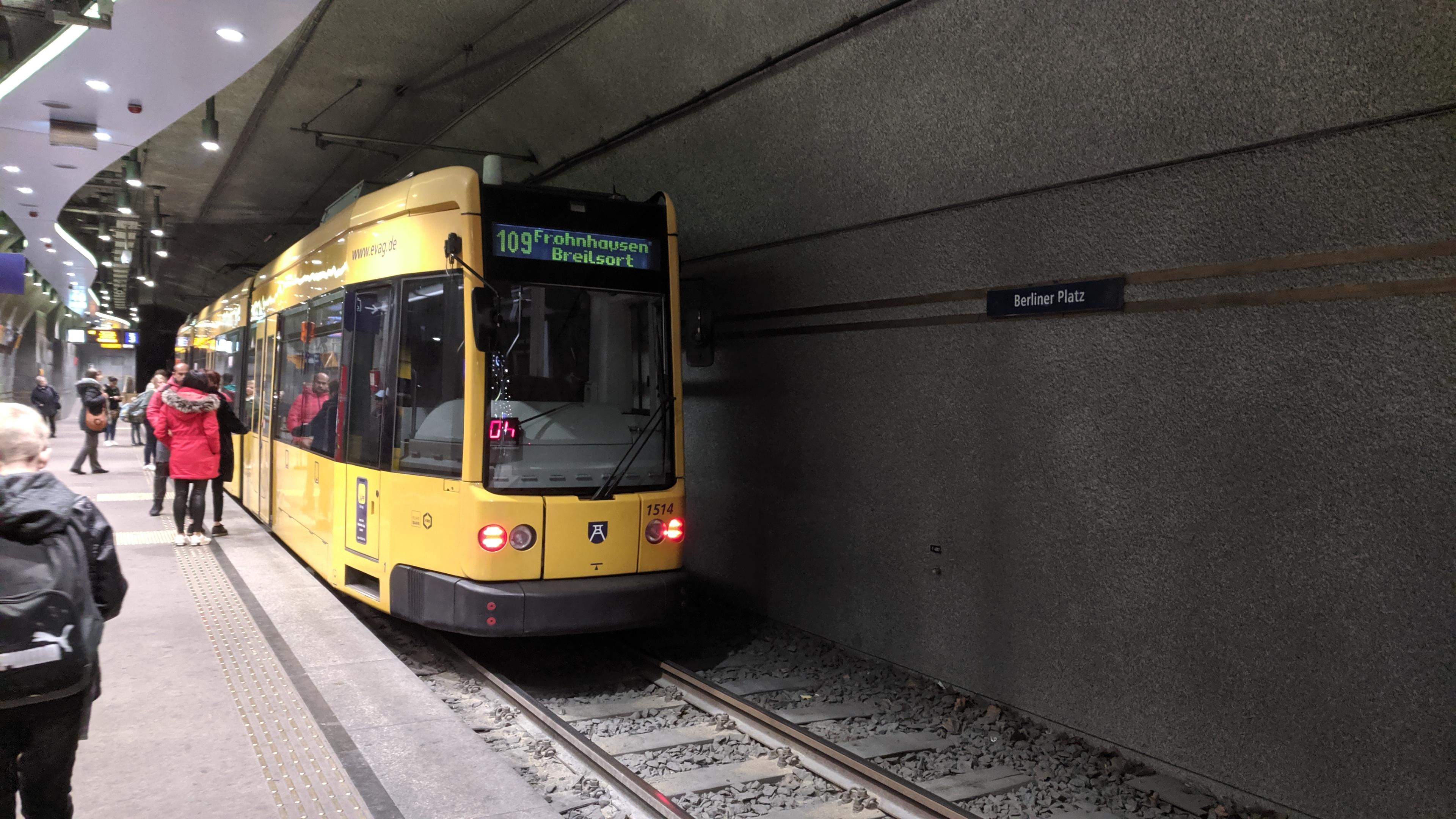
地下駅に停車するNF1（2019年撮影）

## NF2・NF3
NF1に続く超低床電車として、2010年以降「Via交通会社（Via Verkehrsgesellschaft）」のもとで統合した運営が行われるようになったエッセン交通とミュールハイム交通会社（Mülheimer VerkehrsGesellschaft、MVG）による共同発注が実施された形式。NF1の実績に基づき、車内全体の70 %が低床構造となっている車体設計を始めとした基本的な構造は同一である一方、2011年から施行されているヨーロッパ全体における新しい衝突基準へ適合させるため、製造元のボンバルディア・トランスポーテーションは従来の車両から衝突時の乗客や運転士の安全を強化した台枠を導入している。そのため、NF1と比べて車体全長や重量が増加しており、制動装置の強化も施されている。車内については座席数が減少した一方、折り畳み座席数や立席定員数の増加が図られている。
2013年以降、NF2および同型車両のNF3は以下のようにエッセン市電やミュールハイム市電への導入が行われている。また、これらの車両は各事業者によって「エッセン」「ミュールハイム・アン・デア・ルール」や路面電車の沿線地域にちなんだ名称が付けられている。
- エッセン市電 - エッセン市電向けの車両は2011年にエッセン交通によって27両の発注が行われ、2013年から2015年にかけて導入が実施された。営業運転を開始したのは2014年10月である。また、これらの車両は「エッセン」や路面電車の沿線地域にちなんだ名称が付けられている[1][12]。
- ミュールハイム市電 - ミュールハイム市電向けの車両は2015年7月から営業運転を開始しており、ミュールハイム交通会社によって2012年および2013年に発注が行われた15両が使用されている。そのうち10両については「NF3」という形式名で区別される事もあるが、諸元や構造はNF2と同一である[2][12][15][3]。

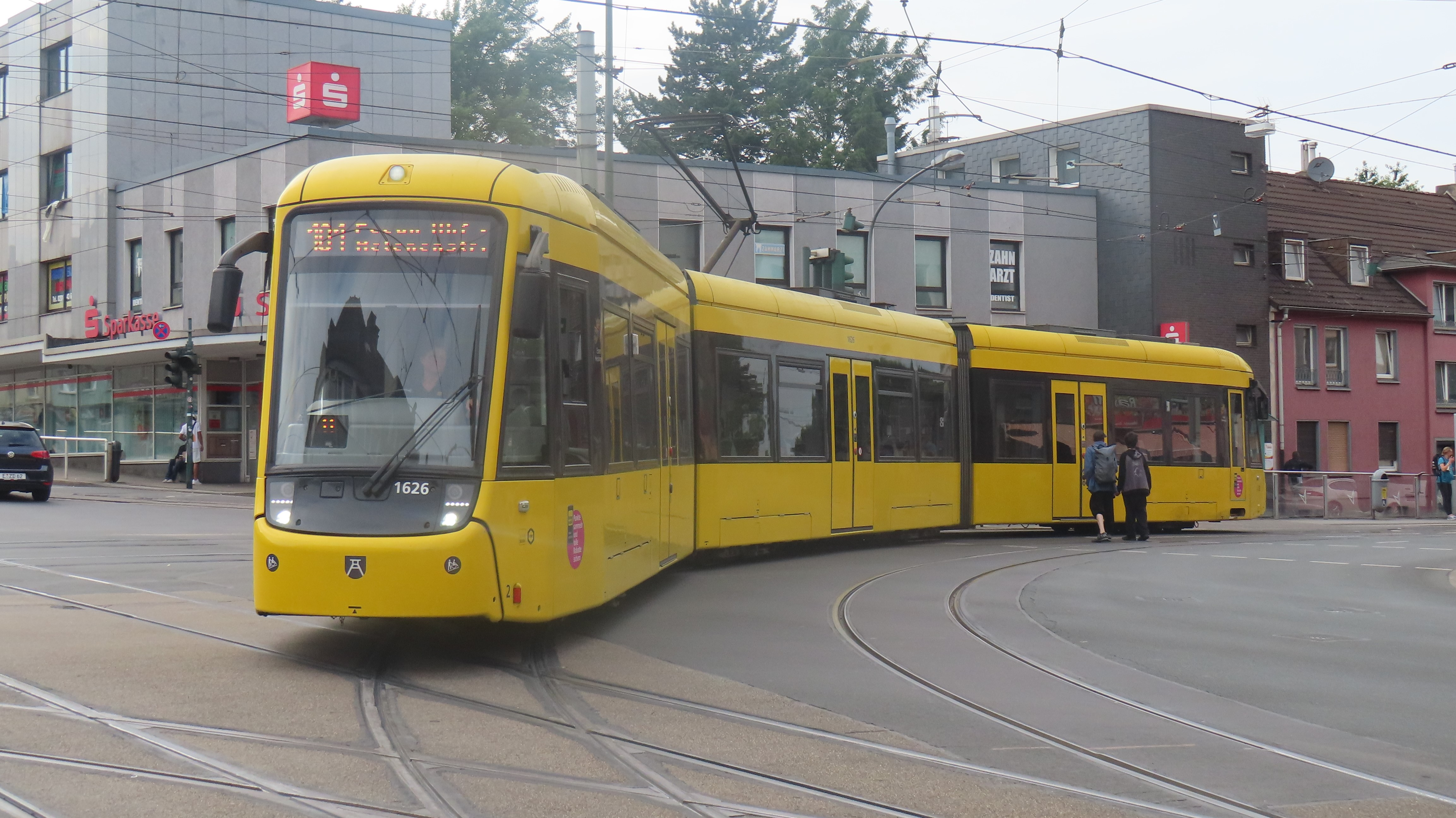
エッセン市電で使用されているNF2（2023年撮影）
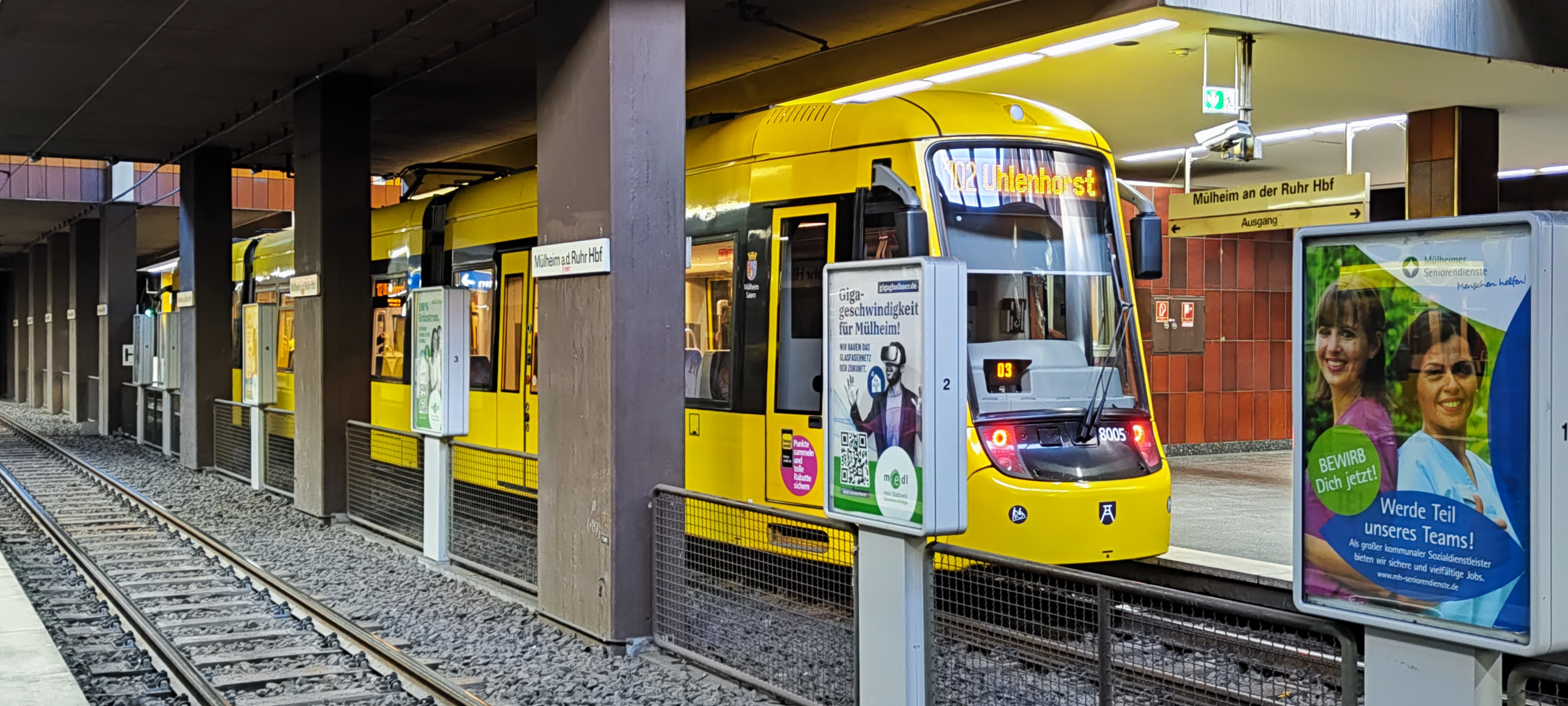
ミュールハイム市電で使用されているNF2（2023年撮影）

## NF4
エッセン市電に残存し、老朽化が進んでいたM8形電車の置き換えやバリアフリーの向上を目的に導入された形式。2017年にエッセン交通とミュールハイム交通会社が統合する形で設立されたルールバーン（Ruhrbahn）によって2019年に入札が実施され、ボンバルディア・トランスポーテーション（現：アルストム）が製造権を獲得した。
基本的な車体設計はメンテナンスの容易化を目的にNF2・NF3を基にしている一方、新機能として画像ベースの障害物検知運転支援システム「ODAS（Obstacle Detection Assistance System）」を搭載しており、衝突の可能性を検知した場合は運転士に自動的に警報を送り制動装置を発動させる事が出来る。また、NF2・NF3に設置されていたバックミラーは監視カメラに置き換えられている。車内には充電用のUSBタイプのソケットが設けられている他、安全のため乗降扉の開閉時にLEDライトや音で知らせる機構が搭載されている。
2021年11月に最初の車両が到着し、試運転を経て翌2022年以降試作車を含めた26両の導入が進められている。更にエッセン市電の延伸計画「シティバーン（Citybahn）」の開通へ向けての増備も予定されており、最終的に2026年までに32両がエッセン市電で使用される事になっている。また、これらの車両には2024年以降沿線の地域にちなんだ愛称が付けられている。

## 参考資料
- “25 Jahre U-Stadtbahn Essen”. STERNFAHRT - Essener Nahverkehr gestern und heute (Verkehrshistorische Arbeitsgemeinschaft EVAG e.V.) 35 2024年8月23日閲覧。.
  - Martin Ruhnau (2002-8). 25 Jahre U-Stadtbahn Essen. pp. 82-104.

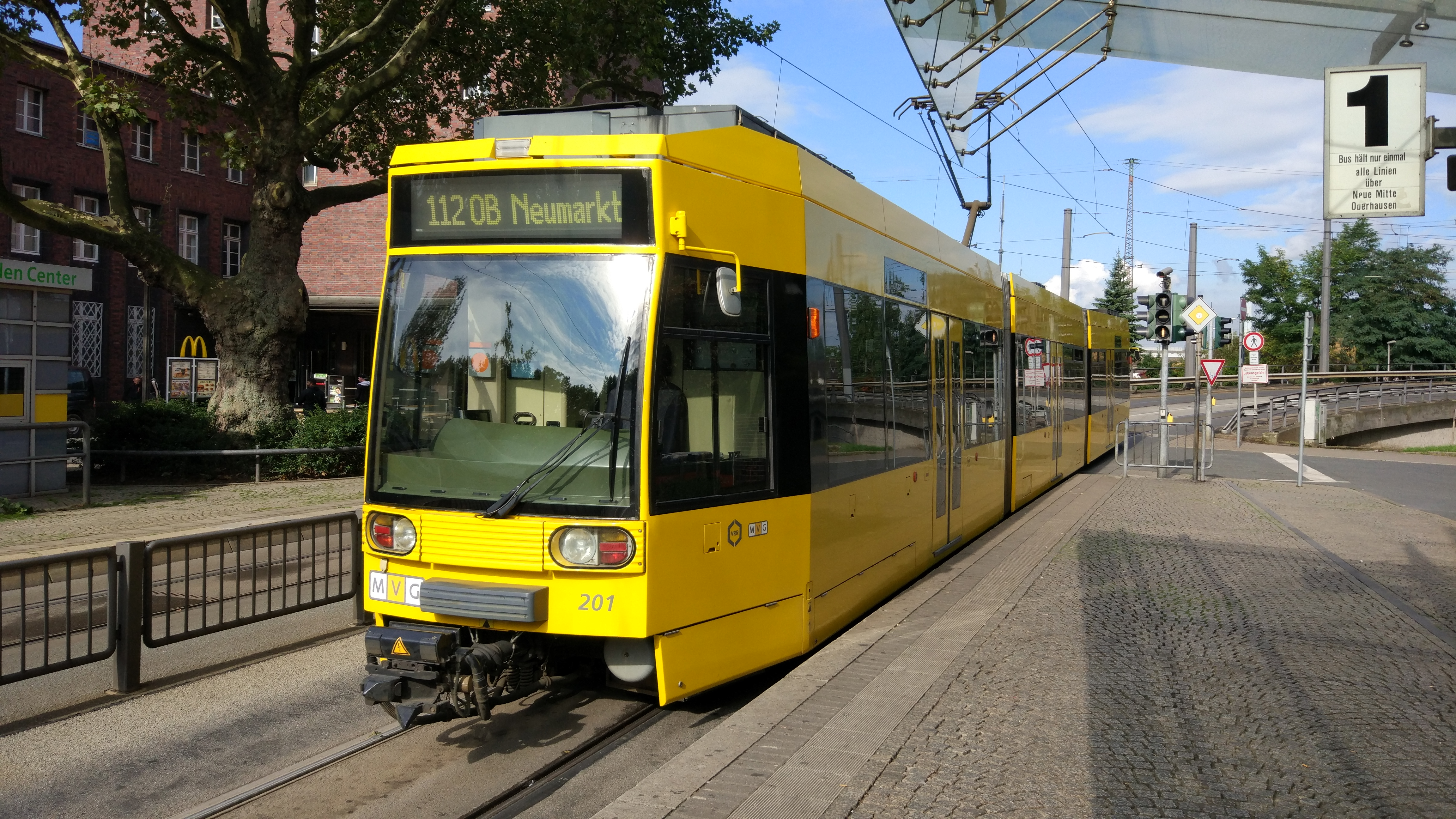
NF6D（ミュールハイム市電用車両） （2017年撮影）
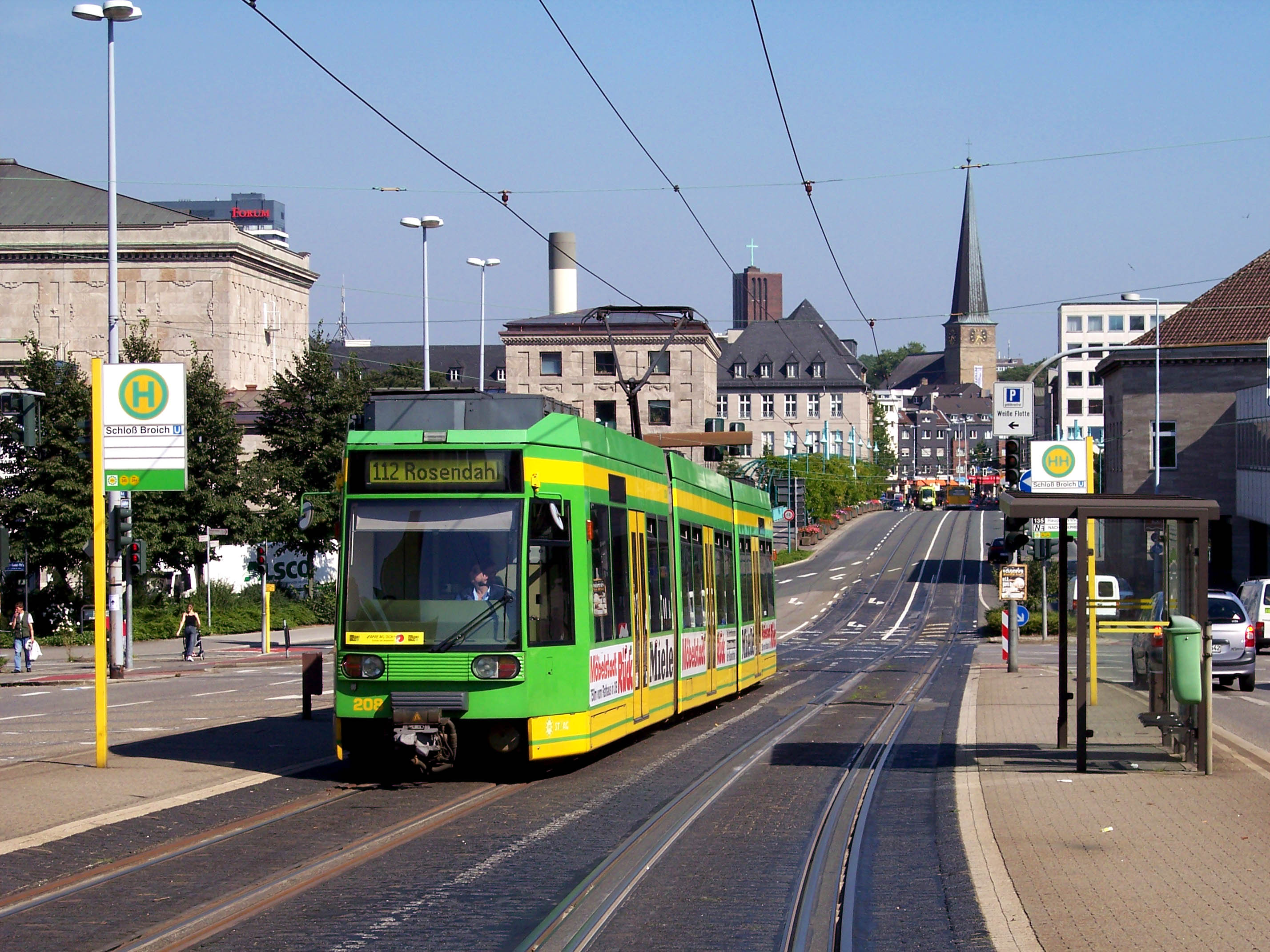
NF6D（オーバーハウゼン市電用車両） （2005年撮影）